# Champsac
 Champsac  (en occitano Chamçac) es una población y comuna francesa, situada en la región de Lemosín, departamento de Alto Vienne, en el distrito de Rochechouart y cantón de Oradour-sur-Vayres.

## Demografía
| 766 | 687 | 639 | 618 | 567 | 550 | 597 |
| Para los censos de 1962 a 1999 la población legal corresponde a la población sin duplicidades (Fuente: INSEE [Consultar]) |     |     |     |     |     |     |